# Stoner Witch
Stoner Witch – siódmy album studyjny zespołu Melvins wydany w 1994 roku przez firmę Atlantic Records. 

## Lista utworów
1. "Skweetis" 1:12
2. "Queen" 3:06
3. "Sweet Willy Rollbar" 1:28
4. "Revolve" 4:44
5. "Goose Freight Train" 4:38
6. "Roadbull" 3:25
7. "At the Stake" 7:56
8. "Magic Pig Detective" 5:33
9. "Shevil" 6:29
10. "June Bug" 2:01
11. "Lividity" 9:15

## Twórcy
- Dale Crover – perkusja, gitara
- Mark Deutrom – gitara basowa, gitara
- Buzz Osbourne – wokal, gitara, bas
- GGGarth – producent
- Joe Barresi – inżynier
- Geetus Guido South Aguto – asystent inżyniera
- Mike Elvis Smith – asystent inżynier
- Mackie Osborne – dyrektor artystyczny